# VX Ворона
VX Ворона (лат. VX Corvi) — одиночная переменная звезда в созвездии Ворона на расстоянии (вычисленном из значения параллакса) приблизительно 24 993 световых лет (около 7 663 парсек) от Солнца. Видимая звёздная величина звезды — от менее +16m до +11,4m.
Открыта Фрэнком Россом в 1928 году*.

## Характеристики
VX Ворона — красный гигант, пульсирующая переменная звезда, мирида (M) спектрального класса M6. Эффективная температура — около 3307 K.